# Celestus carraui
Espèce
Synonymes
- Diploglossus carraui Incháustegui, Schwartz & Henderson, 1985

Celestus carraui est une espèce de sauriens de la famille des Diploglossidae.

## Répartition
Cette espèce est endémique de République dominicaine.

## Étymologie
Cette espèce est nommée en l'honneur de José Antonio Carrau.

## Publication originale
- Inchaústegui, Schwartz, & Henderson, 1985 : Hispaniolan giant Diploglossus (Sauria: Anguidae): Description of a new species and notes on the ecology of D. warreni. Amphibia-Reptilia, vol. 6, p. 195-201.